# Nội Hebrides

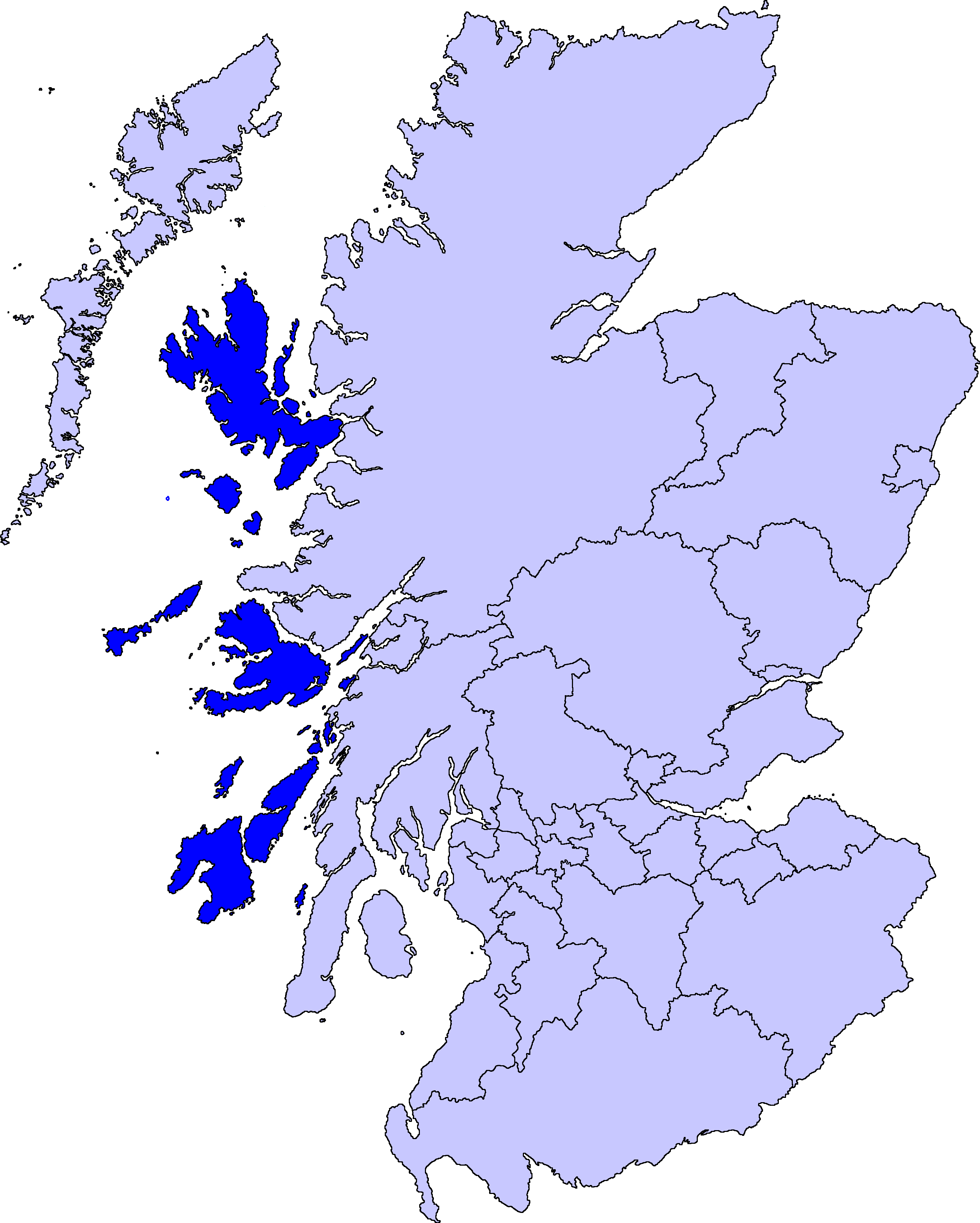
Nội Hebrides của Scotland.

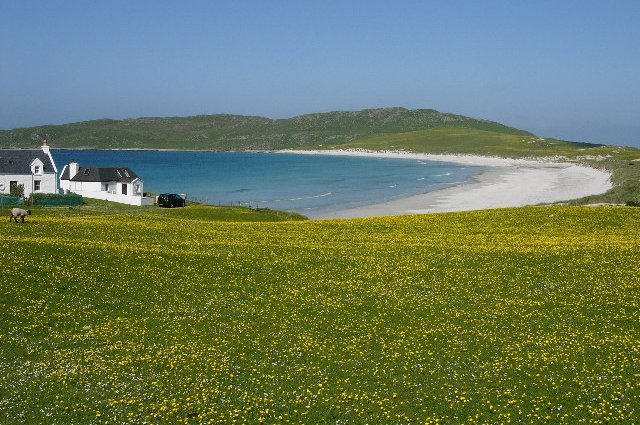
Hướng nhìn về Vịnh Balephuil, Tiree băng qua một machair.

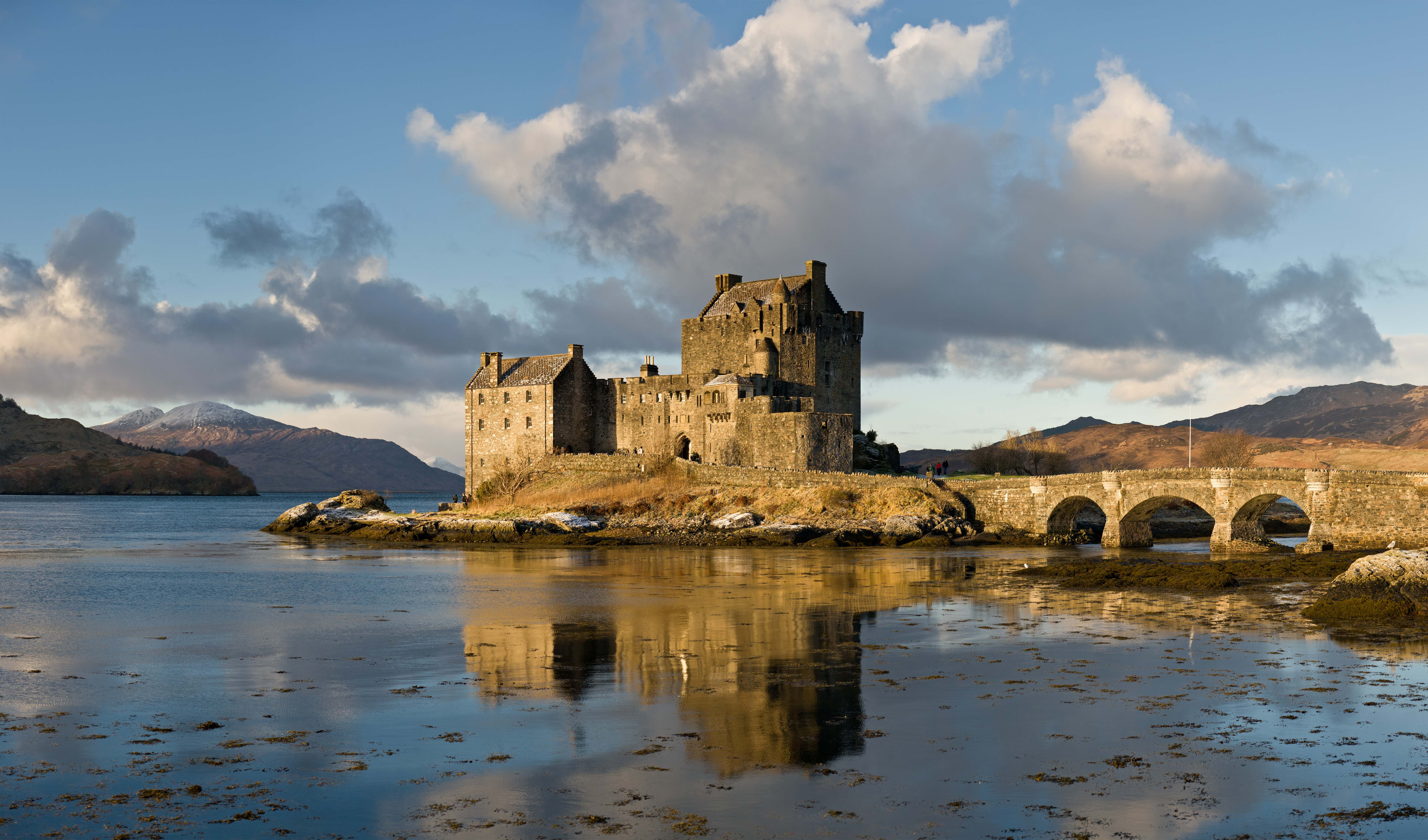
Lâu đài Eilean Donan

Nội Hebrides (tiếng Gael Scotland: Na h-Eileanan a-staigh, "quần đảo vòng trong") là một nhóm đảo nằm ngoài khơi bờ tây Scotland, phía đông nam của Ngoại Hebrides. Hai chuỗi đảo tạo nên quần đảo Hebrides với khí hậu đại dương. Nội Hebrides gồm 35 đảo có người sống và 44 đảo hoang. Những hoạt động thương mại chính là du lịch, làm trang trại, ngư nghiệp và làm whisky. Nhóm đảo này có diện tích chừng 4.130 km2 (1.594 dặm vuông Anh), và dân số khoảng 18.948 người năm 2011. Mật độ dân số là khoảng 4,6 người trên km² (12 người trên đặm vuông).

## Địa lý
Những đảo lớn nhất từ phía nam ra bắc là Islay, Jura, Mull, Rùm và Skye. Skye là đảo lớn nhất với diện tích 1.656 km2 (639 dặm vuông Anh) và đông dân nhất (hơn 10.000 người).

### Các đảo
Mười đảo lớn nhất được liệt kê trong bản sau.
| Đảo       | Tên Gael                                  | Diện tích (ha) | Dân số | Điểm cao nhất  | Chiều cao (m) | % người nói tiếng Gael |
| --------- | ----------------------------------------- | -------------- | ------ | -------------- | ------------- | ---------------------- |
| Coll      | Colla                                     | 7.685          | 195    | Ben Hogh       | 104           |                        |
| Colonsay  | Colbhasa                                  | 4.074          | 124    | Carnan Eoin    | 104           | 20.2% (15)             |
| Eigg      | Eige                                      | 3.049          | 83     | An Sgurr       | 393           |                        |
| Islay     | Ìle                                       | 61.956         | 3.228  | Beinn Bheigeir | 491           | 19% (613)              |
| Jura      | Diùra                                     | 36.692         | 196    | Beinn an Òir   | 785           |                        |
| Lismore   | Lios Mor                                  | 6.231          | 192    | Lios Mor       | 444           | 26.9% (50)             |
| Mull      | Muile                                     | 87.535         | 2.800  | Ben More       | 966           |                        |
| Raasay    | Ratharsair                                | 6.231          | 161    | Dùn Caan       | 444           | 30.4% (48)             |
| Rùm       | Rùm                                       | 10.463         | 22     | Askival        | 812           |                        |
| Skye      | An t-Eilean Sgitheanach or Eilean a' Cheò | 165.625        | 10.008 | Sgurr Alasdair | 993           | 29.4% (2,942)          |
| Tiree     | Tioridh                                   | 7.834          | 653    | Ben Hynish     | 141           | 38.3% (250)            |
| Tổng cộng |                                           |                | 18,947 |                |               | 3,918                  |

Địa chất và địa mạo của các đảo này khá đa dạng. Một số, như Skye và Mull, có nhiều núi, trong khi Tiree lại tương đối thấp. Dãy núi lớn nhất là Cuillins của Skye, những ngọn núi cao vượt 300 mét (980 ft) phổ biến nhiều nơi. Đa số bờ biển là machair. Nhiều đảo có sóng vổ mạnh, và Corryvreckan giữa Scarba và Jura là một trong những xoáy nước lớn nhất thế giới.
Có nhiều đảo nhỏ hơn, như Đảo Ascrib, Đảo Crowlin, Đảo Slate, Đảo Small, Đảo Summer và Đảo Treshnish.